# Barrage de Shasta
Le barrage de Shasta, en anglais Shasta Dam, est un barrage hydroélectrique situé en Californie, sur le cours du Sacramento. Il a créé le lac Shasta.

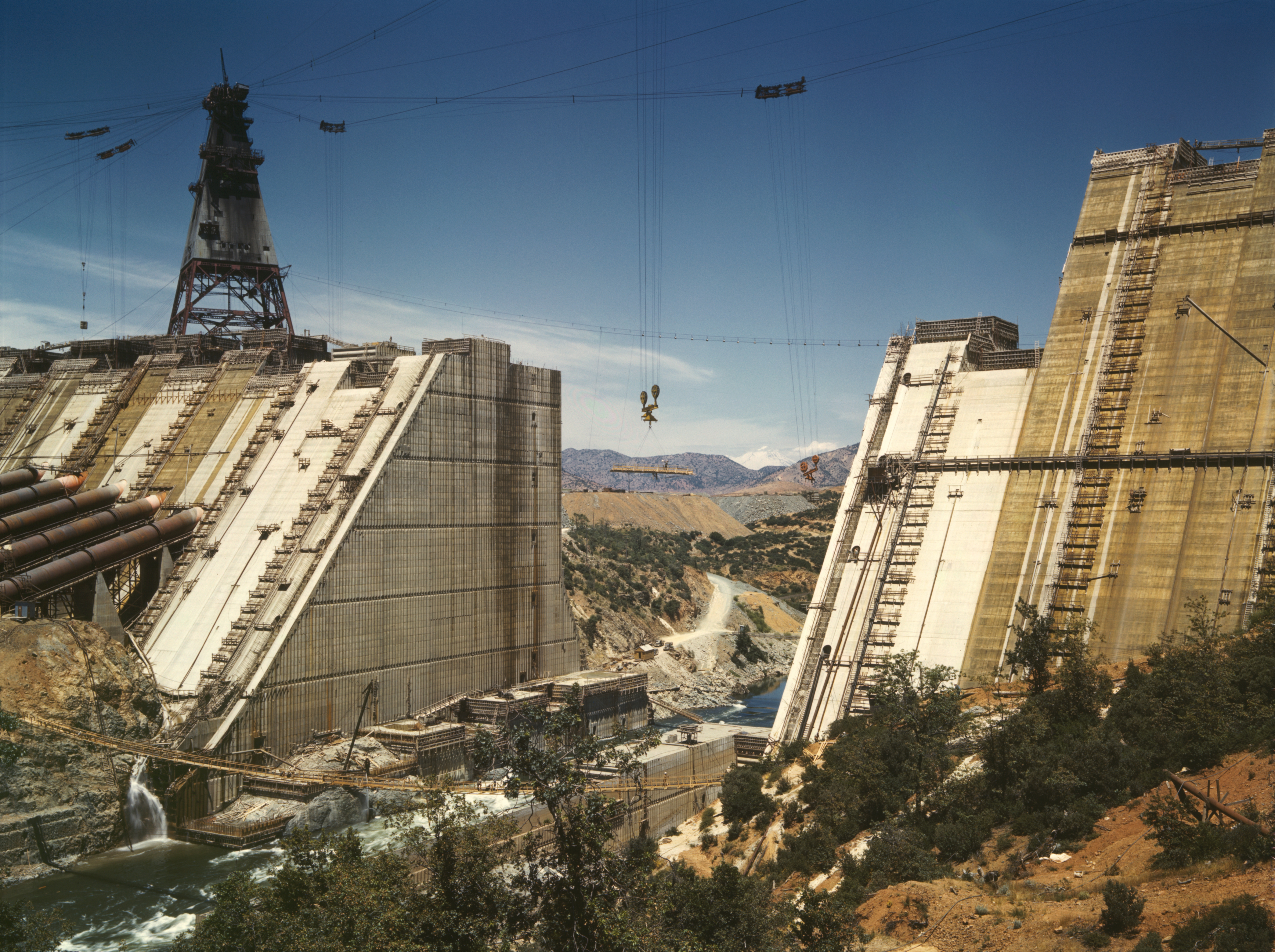
Le barrage de Shasta en construction en 1942.